# William James Entwistle
William James Entwistle FBA (Cheng Yang Kwan, Xina, 17 de desembre de 1895 - Oxford, 13 de juny de 1952) fou un hispanista i cervantista britànic.
Entwistle nasqué a la Xina, fill d'uns missioners escocesos, on estudià fins a 1910; a partir de 1911 feu estudis de Filologia Clàssica a Aberdeen però es dedicà després a la Filologia Romànica, sobretot a la hispanística. Els seus estudis es veieren interromputs per la Primer Guerra Mundial on fou greument ferit el 1917. El 1920 feu una estada a Madrid amb una beca, cosa que orientà la seva especialització cap a la hispanística. Fou professor a les universitats de Manchester (1921), Glasgow (1925-1932) i finalment catedràtic de la universitat d'Oxford, on va succeir el 1932 en la Càtedra Alfons XIII a Salvador de Madariaga i on restà fins a la seva mort sobtada.
És autor d'un complet estudi sobre el cicle artúric en les lletres espanyoles, The Arturian Legend in the Literatures of the Spanish Peninsula (Londres, 1925). Va publicar, a més, The Spanish Language (1936), una visió de conjunt de les llengües peninsulars; European Balladry (1939), una biografia interpretativa; Cervantes (1940) i alguns capítols a Spain, a Companion to Spanish Studies (1929) i en el Handbook to the Study and Teaching of Spanish.
Fou co-editor de la Modern Language Review (1934-1948), i editor de The Year's Work in Modern Language Studies (1931-1937).
Des de 1947 fou membre corresponent de l'Institut d'Estudis Catalans; des de 1948 fou membre corresponent estranger de l'Acadèmia de Bones Lletres de Barcelona. Fou doctor honoris causa per la Universitat de Coimbra (1945); Fellow of the British Academy (1950) i altres honors.

## Obra
- The Arthurian Legend in the Literatures of the Spanish Peninsula. Londres, 1925 [traduïda al portuguès el 1942: A Lenda arturiana : nas literaturas da Península Ibérica]
- The Spanish Language together with Portuguese, Catalan and Basque. Londres, 1936 (amb reedicions) [traduïda a l'espanyol: Las Lenguas de España: castellano, catalán, vasco y gallego-portugués]
- European Balladry. Londres, 1939 (amb reedicions) [sobre la lírica tradicional europea]
- Cervantes. Oxford 1940 (reeditat 1969)
- (amb Eric Gillett), The Literature of England 500 AD to 1942. A survey of British literature from the beginnings to the present day. Londres, 1943 (reedicions 1962)
- (amb Walter Angus Morrison), Russian and Slavonic Languages. Londres: 1949 (reedició 1965)
- Aspects of Language. Londres, 1953
- Cronica del Rei Dom Johan I de boa memoria e doz Reis de Portugal o decimo. Parte segunda escrita per Fernão Lopes e agora copiada phielmente por W. J. Entwistle. Lisboa 1968 (volum 1, reeditat 1973, amb un pròleg de Luís Filipe Lindley Cintra) [publicació pòstuma]